# Камагурка
Камагурка (нидерл. Kamagurka, 5 мая 1956, Ньивпорт) настоящее имя — Люк Шарль Зебрук (нидерл. Luc Charles Zeebroek), бельгийский карикатурист и художник. Камагурка известен абсурдными карикатурами и телепрограммами. У него целый ряд разных фигур комиксов, а самые известные — Берт и Бобье (Bert en Bobje). Ещё он сотрудничает с Герром Зеле (Herr Seele) над комиксом ''Ковбой Хенк'' (Cowboy Henk). Камагурка живёт в Брюгге.

## Биография
Камагурка учился искусство сначала в Брюгге, а потом в Королевской Академии Изящных Искусств в Генте. Однако он не окончил Академию, и начался работать карикатуристом в бельгийском еженедельнике HUMO, где он пользовался большим успехом. Он имеет особый стиль рисования и юмора, которые люди не всегда оценивают. Обычно его шутки касаются актуальностью. В начале его карьеры люди критически отнеслись к его карикатурам, которые иногда считались вульгарными. Он уже издал более 25 томов комиксов.
В 2014 году работа Камагурки публикуется в разных странах: в Бельгии (Het Laatste Nieuws, HUMO), Франции (Charlie Hebdo, Hara Kiri), Нидерландах (NRC Handelsblad, Vrij Nederland, Haagse Post, Playboy, Esquire), США (The New Yorker, National Lampoon, RAW), Великобритании (Squib, The Spectator, Deadpan), Германии (Titanic, Suddeutsche Zeitung, Zitty, Eulenspiegel), и других странах.
Камагурка не только карикатурист, он ещё и художник и он выступает в театре комедии. В области театра Камиль Кафка (Kamiel Kafka) — его самый известный персонаж. Это лицо, которое ходит в длинном пальто и шляпе с наушниками и всегда рассказывает абсурдные стихи и истории. Ещё Камагурка занимается стендап комедией, а с 2011 года он выступает собственным шоу, который называется SPROOK. Камагурка выступает круглый год в Бельгии и в Нидерландах.
В начале 80-х годов также появились некоторые песни Камагурки, как Constant Degoutant и Marjoleintje, которые исполнялись группой под названием Камагурка и Фламандские примитивы (Kamagurka en de Vlaamse Primitieven). Он также рисовал некоторые обложки для альбомов бельгийских артистов, как Nooit Meer Drinken артиста Раймонд ван хет Груневауд (Raymond van het Groenewoud). В 2000 году появился новый альбом, который называется Ой Сабрина, что ты сделала с моими усами? (Oh Sabrina, wat heb je met mijn snor gedaan?).
С 80-х годов Камагурка сотрудничает с Герром Зеле (Herr Seele) на радио (Studio Kafka, Kamagurkistan)и телевидении (Lava, Johnnywood, Wees blij met wat je hebt, Bob en George). С 1981 года они вместе пишут комикс Ковбой Хенк (Cowboy Henk). Камагурка придумывает шутки и Герр Зеле рисует. С 2002 года они прекратили сотрудничество.
Камагурка ещё принимал участие в юмористической программе Studio Kafka бельгийской радиостанции Studio Brussel с 1995 до 2000 годов. И с 2002 года он также выступал в программе Kamagurkistan вместе с ведущим Томасом Де Суте (Tomas De Soete).
С 2002 он часто появлялся в разных программах бельгийского телевидения, как De Laatste Show и Man bijt Hond. В 2009 он был членом жюри в телепрограмме De Slimste Mens с ведущим Эриком Ван Лоем (Erik Van Looy). Самый недавный проект на телевидении — Uitzonderlijk vervoer (негабаритный груз). В этой программе Камагурка играет роль шофёрa такси для комиков. Каждый раз он возил комика на шоу и между тем этот артист рассказывал о своей карьере.

## Награды
Камагурка уже получил несколько наград. С 1978 года Камагурка получал премию от HUMO’s Pop Poll в категории самый лучший карикатурист, но в 2009 году занял его место Йонас Гэрнарт (Jonas Geirnaert). В 1985 году Камагурка был награждён Geuzenprijs за всю карьеру. В ноябре 2009 года он получил награду Бернд-Пфарр (Bernd-Pfarr) в категории комикса и в 2011 году HUMO наградил его с премией Карикатурист века (Tekenaar van de eeuw).

## Живопись
Как художник Камагурка уже экспонировал на разных выставках в Нидерландах и Бельгии. В его картинах можно увидеть различные стили искусства, например, кубизм и поп-арт. Его вдохновляют не только современные, но и классические картины, актуальность, повседневныe предметы и.т.д. Он даже изобрел новую форму искусства: Accidentalisme, который заключается в том, что он пишет вымышленный портрет, который он показывает по телевизору и спрашивает людей, видели ли они этого человека или кого-то, который похоже на него. Камагурка также рисовал несколько персонажей из комиксов или мультфильмов в стиле, который он называет Неокубизм.
Камагурка уже написал очень много картин, например, в 2008 он начал проект Камалманаx (Kamalmanak). Он каждый день рисовал по одной картине, всего 366 картин. В этих картинах он пытался увидеть реальность, но с абсурдной примелью. Другой проект — серия Яичница-глазунья (Spiegelei), в котором каждая картина содержала в себе яйцо. Камагурка также написал серию картин о слуховых окнах, которая называется Veluxart (Velux — бренд слуховых окон).
Искусство Камагурки абсурдное, иногда он ссылается на других художников, таких как Пит Мондриан или Питер Пауль Рубенс, иногда он перенимает тему и изменяет картину. Например Завтрак на траве Эдуарда Мане становится Завтрак под травой.

## Телевидение
- Sfeervol Bullshitten (1982)
- Kamagurka en Herr Seele (1985—1986)
- Johnnywood (1990)
- Lava (1989—1991)
- Wees Blij Met Wat Je Hebt (1996—1997)
- Bob en George (1998)
- Geen Commentaar (2004—2006)
- De Grens (2006—2007)
- Uitzonderlijk vervoer (2013)

## Радио
- Studio Kafka (Studio Brussel) (1995—2000)
- Kamagurkistan (Studio Brussel) (2002)

## Театр
Бельгия
- De Baardvrouwen (1995)
- Tante Euthanasie gaat achteruit (1994)
- Mario, ga eens opendoen, er wordt gebeld (1992)
- 120 kg Kamagurka en Herr Seele
- Kamiel Kafka’s Worldtour (1996—1997)
- It’s Showtime (1998—1999)
- Groot Onderhoud en Nieuwe Banden (2000—2001)
- Kama solo (2001)
- Een stroom van Tettergat (2003)
- Kamadeeldra (2005)
- Welkom in Kamagurkistan (2006)
- Met Kama aan zee (2007)
- Op en top (2009)
- Kamagurka geneest (2009—2010)

Нидерланды
- Kama Komt! (2001)
- Kama in Concert (2000)
- Kamagurka geneest (2010)
- Sprook (2013)

## Выставки
- Tour de Trance (Амстердам, 2002)
- Beaufort (Бельгия, 2006)
- Kamargurka, de gevolgen van de Kamalmanak (Амстелвен (Amstelveen), 18 марта — 2 мая 2010)